# 1229
Évszázadok: 12. század – 13. század – 14. század
Évtizedek: 1170-es évek – 1180-as évek – 1190-es évek – 1200-as évek – 1210-es évek – 1220-as évek – 1230-as évek – 1240-es évek – 1250-es évek – 1260-as évek – 1270-es évek
Évek: 1224 – 1225 – 1226 – 1227 –  1228 – 1229 – 1230 – 1231 – 1232 – 1233 – 1234

## Események

### Határozott dátumú események
- január 20. – Csák nembeli Ugrin kalocsai érsek megbízást kap IX. Gergely pápától, hogy Bánmonostor székhellyel megszervezze a szerémi püspökséget.[1]
- március 18. – II. Frigyes német-római császár jeruzsálemi királlyá koronázza magát.[2] Ezzel befejeződik az általa vezetett hatodik keresztes hadjárat. (Újra keresztény kézbe kerül a Szentföld nagy része, de a keresztesek egymás közti vetélkedése később bukáshoz vezet.)

### Határozatlan dátumú események
- az év folyamán – 
  - Galíciában ismét felkelés tör ki András herceg ellen, akinek segítségére bátyja Béla herceg siet.
  - Csák nembeli Ugrin kalocsai érsek megkezdi a kalocsai székesegyház átépítését.[1]
  - III. Ferdinánd kasztíliai király visszafoglalja Mallorcát a muzulmánoktól.
  - Jacopo Tiepolo velencei dózse megválasztása, aki 1249-ig vezeti a városállamot.
  - A toulouse-i egyetem alapítása.[3]
  - Turku városának alapítása.
  - A ferencesek megtelepednek Esztergomban.
  - A Dezső püspök halálával megüresedő csanádi egyházmegye élére a Lád nemzetségbeli Bulcsú győri prépost kerül.[4]

## Születések
- április 13. – II. Kevély Lajos, Felső-Bajorország hercege († 1294)

Bizonytalan dátum
- I. János Holstein-Kiel grófja, Holstein-Kiel grófja († 1263)

## Halálozások
- január 17. – Albert von Buxthoeven, Livónia harmadik püspöke, Riga alapítója (* 1165 körül)
- március 14. – Pietro Ziani, Velencei dózse (* 1153/55)
- október 22. – IV. Gerhard, Geldern grófja (* 1185 körül)

Bizonytalan dátum
- Yaqut al-Hamawi, arab életrajzíró és geográfus (* 1179)